# Церковь Троицы Живоначальной (Никола-Ленивец)
Це́рковь Тро́ицы Живонача́льной — храм Калужской епархии Русской православной церкви, расположенный в деревне Никола-Ленивец Дзержинского района Калужской области. Осуществляет свою деятельность как архиерейское подворье.

## История
Православный каменный храм в честь Святой Троицы с приделами Николая Чудотворца и великомученика Никиты построен в деревне Никола-Ленивец в 1802 году вместо прежней деревянной церкви владельцем деревни Плюсково, подпоручиком Никитой Алексеевичем Муромцевым.
В 1931 году храм был закрыт и использовался для нужд местного колхоза. В 1960-е годы здание храма использовалось как производственный корпус молочного завода.
После того как епископ Климент обратился к властям передать храм Русской православной церкви, здание было возвращено епархии постановлением администрации Калужской области № 144 от 5 июня 1992 года.
В 2000—2003 годах экстерьер церкви был реконструирован на средства бизнесмена Игоря Киреева, поселившегося в Никола-Ленивце в 1995 году. Реконструкцию инициировал Василий Щетинин, проект реконструкции был подготовлен архитектурным бюро «Терра» под руководством Анны Щетининой.

## Галерея

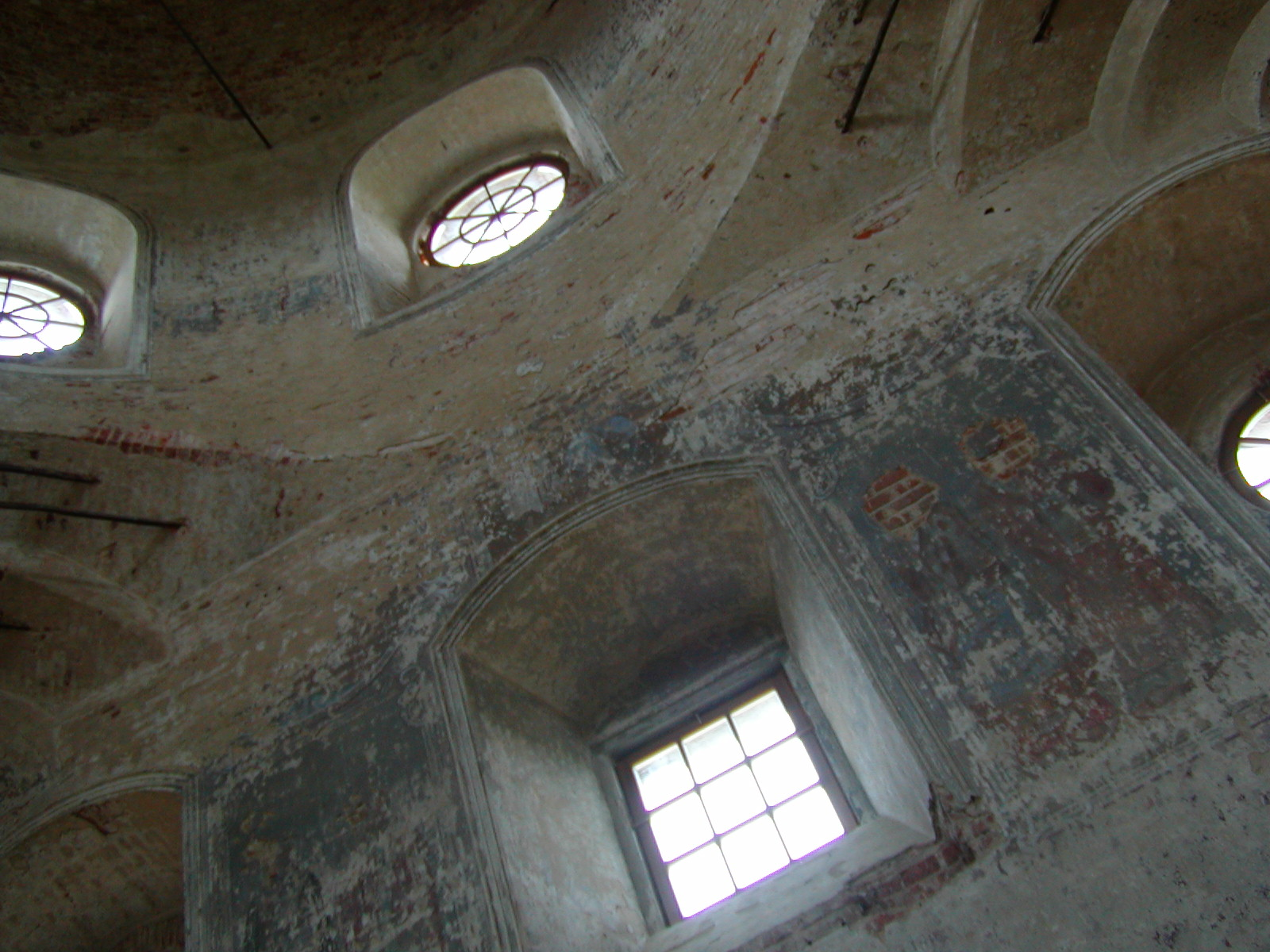
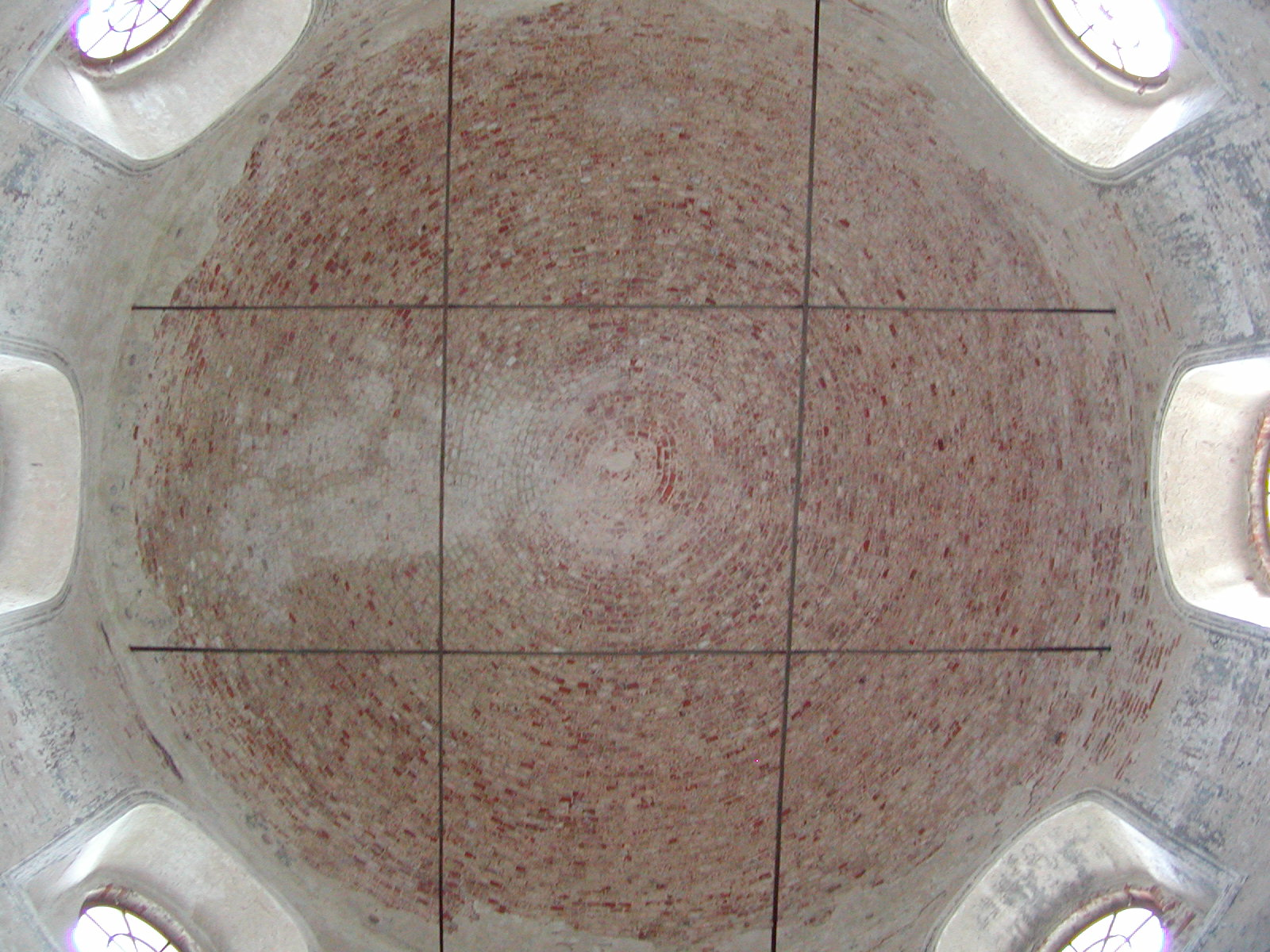
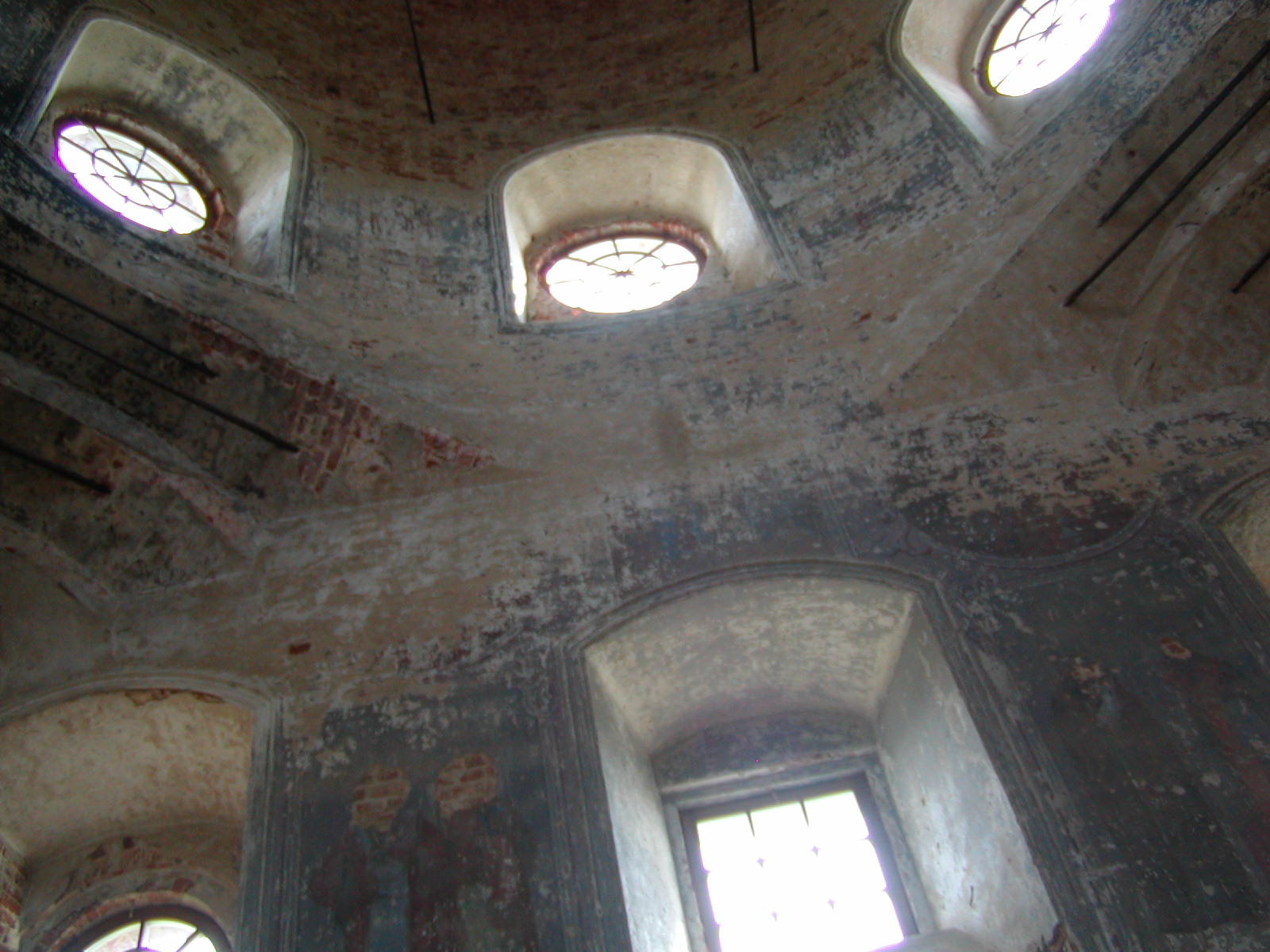
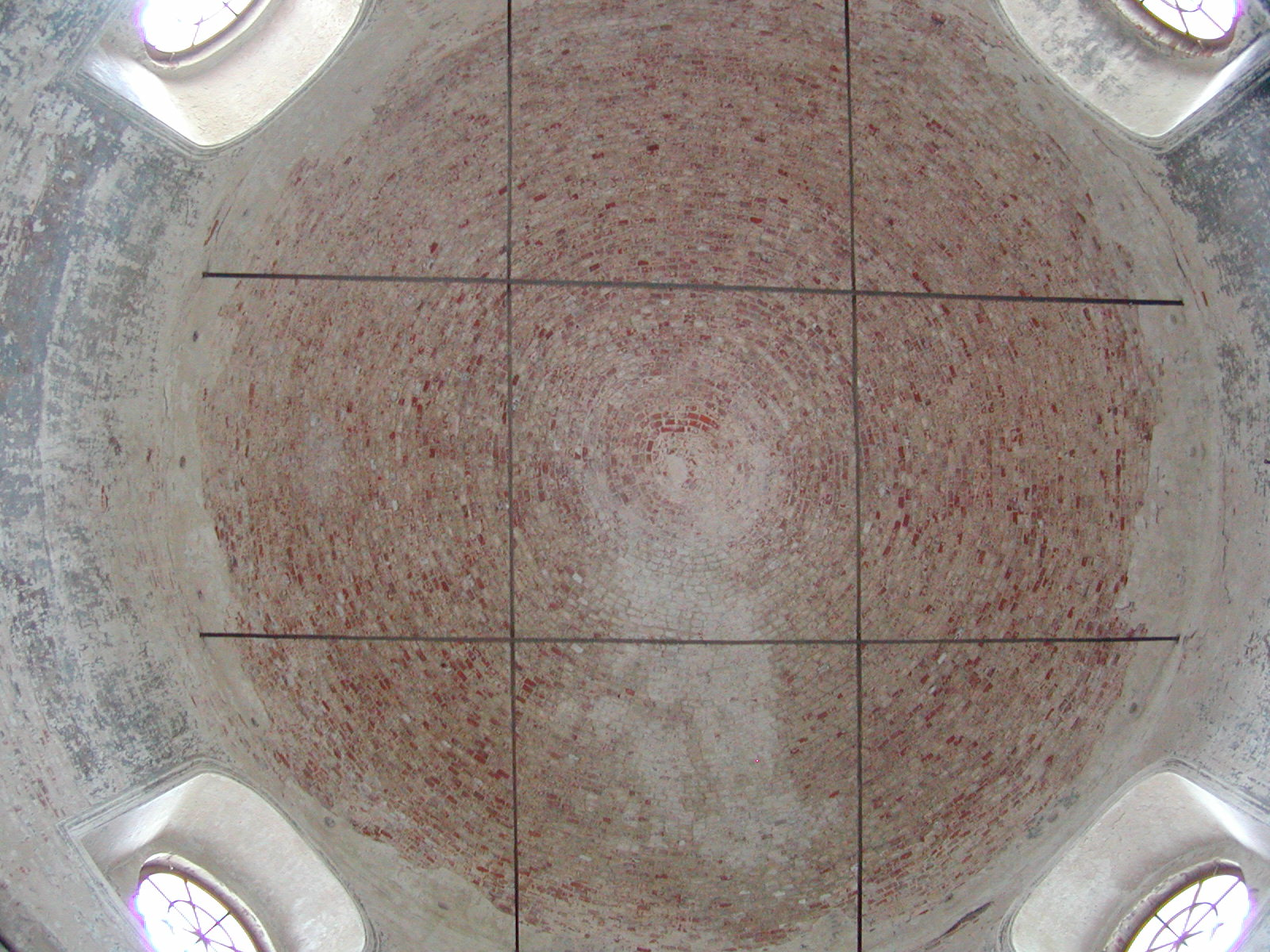
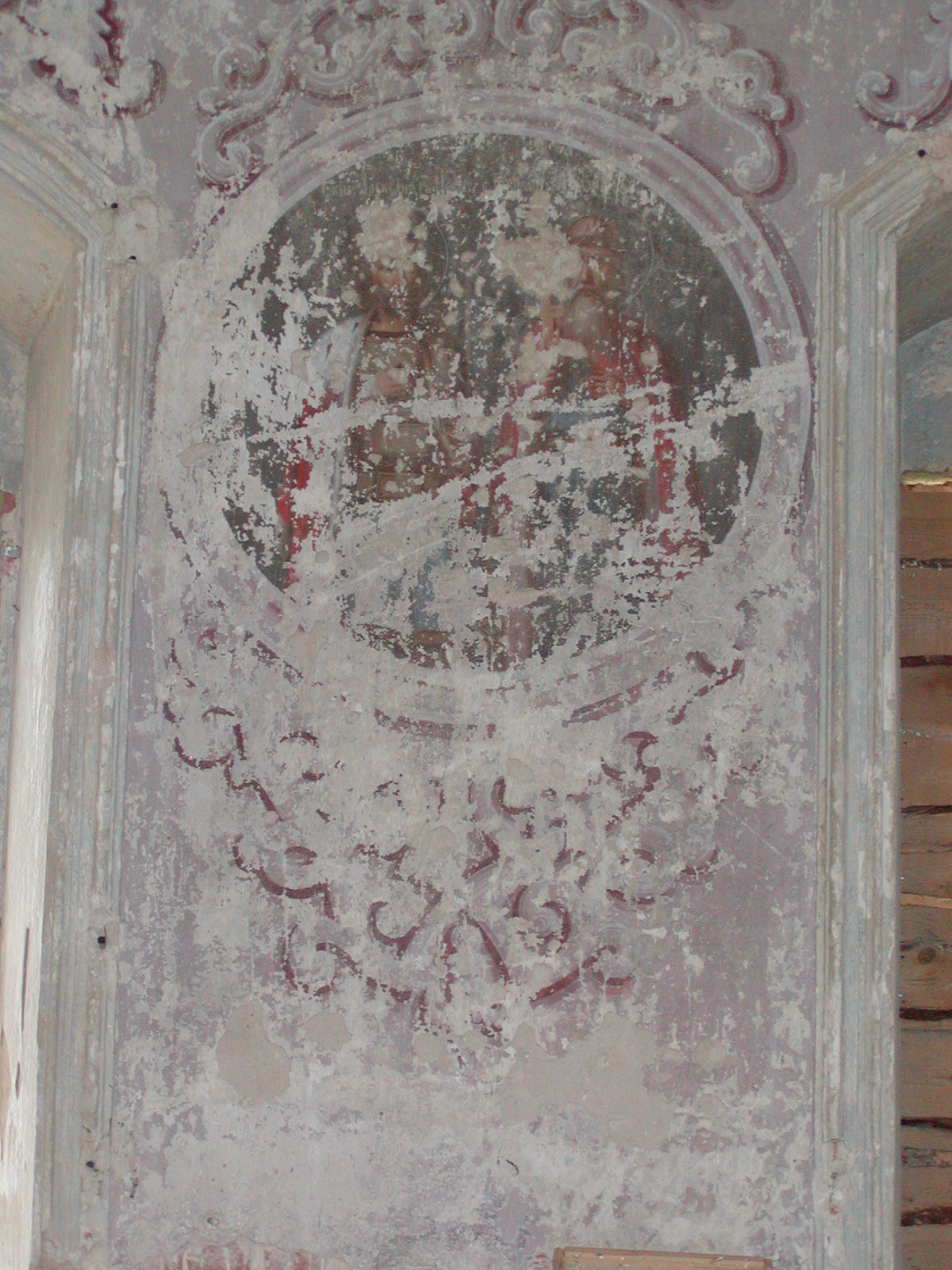
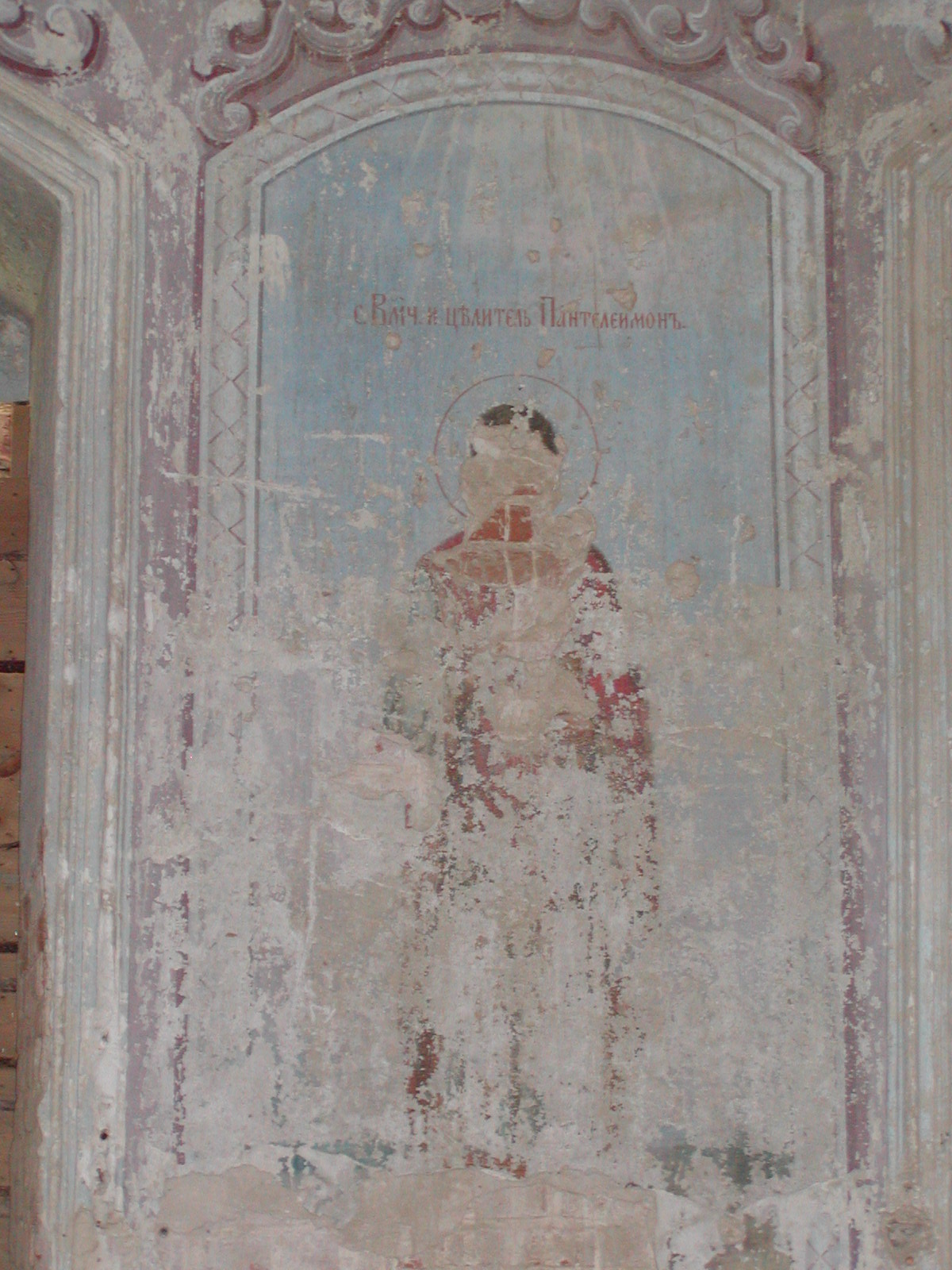
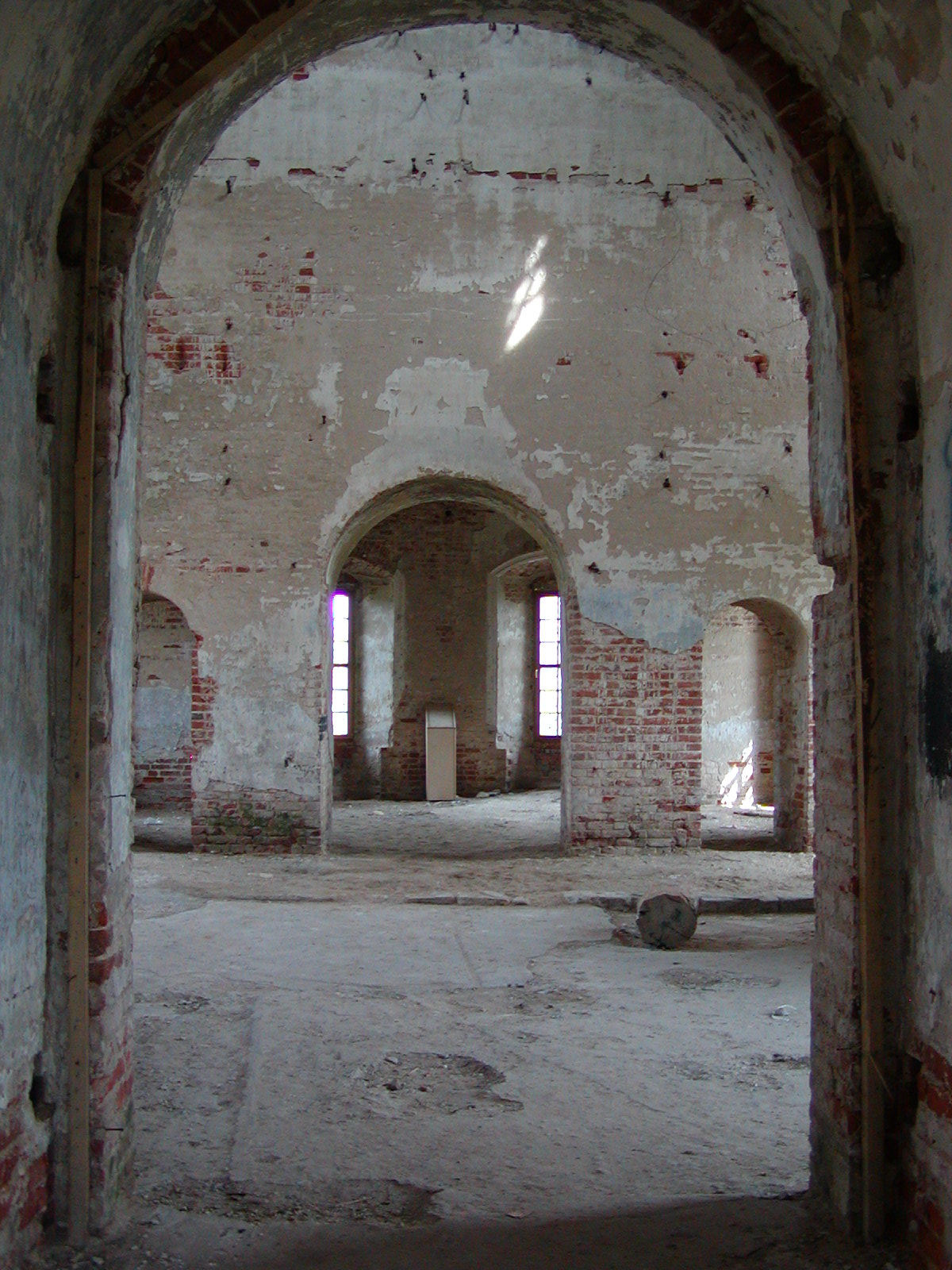